# Макагонов, Виктор Александрович
Виктор Александрович Макагонов (род. 12 апреля 1939, поселение Богатырёво, Пермский край) — советский и российский учёный в области теории и практики расчёта, конструирования и защиты железобетонных конструкций специальных фортификационных сооружений в условиях воздействия  высокоинтенсивных тепловых и динамических нагрузок. Генерал-майор Российской Армии, заслуженный деятель науки РФ, лауреат премии Совета Министров СССР, академик Российской инженерной академии, член-корреспондент Международной инженерной академии, академик Академии военных наук, почётный академик Международной академии наук экологии и безопасности жизнедеятельности, почётный профессор Военного инженерно-технического университета, почётный строитель России, почётный строитель Байконура, доктор технических наук, профессор; автор более 300 научных работ, среди них более 100 изобретений, награждён правительственными орденами и медалями, в том числе орденами «Трудового Красного Знамени», «За службу Родине в Вооружённых Силах СССР 3 степени», медалью «За боевые заслуги», орденом «Кадетский крест».

## Биография
Родился в поселении Богатырёво Пермского края в лагере для раскулаченных крестьян Ныроблаг. Отец Макагонов Александр Иванович  - участник войны, призванный в Красную армию из Ныроблага в 1942 году, скончался в военном госпитале (г. Камышлов Свердловской области) после ранения в 1943 году. Летом 1945 года мать Макагонова Надежда Яковлевна была освобождена из лагеря вместе с детьми  и переехала к родственникам в посёлок Надежевка Ростовской области.
В 1951 году поступил в Новочеркасское суворовское военное училище. В учёбе проявил себя усидчивым и внимательным за что ежегодно награждался грамотами как отличник. В 1953 году первым из своего класса был принят в ряды ВЛКСМ. В 1958 году избран делегатом XIII съезда ВЛКСМ от Ростовской области и Северо-Кавказского военного округа. За всю историю существования суворовских и нахимовских училищ в СССР это был единственный случай избрания суворовца на такой значимый форум. В 1959 году окончил училище с серебряной медалью.
В сентябре 1959 года поступил в Высшее инженерно-техническое Краснознамённое училище Военно-морского флота (ВИТУ), которое окончил в 1964 году с красным дипломом в звании инженер-лейтенанта.
После окончания училища в составе Группы Советских Войск в Германии принимал участие в строительстве ряда военных объектов. Был награждён знаком «Отличник военного строительства».
В 1968 году награждён медалью «За боевые заслуги».
В 1969 году поступил в адъюнктуру ВИТУ, сдав на отлично вступительные экзамены.
В ноябре 1971 года, защитив кандидатскую диссертацию, был назначен преподавателем кафедры «Железобетонных конструкций» ВИТУ.
В ноябре 1979 года защитил докторскую диссертацию, и в июле 1980 года ему была присуждена учёная степень доктора технических наук.
С 1979 года по 1982 год возглавлял специальный научно-исследовательский отдел в ВИТУ в составе нескольких научно-исследовательских лабораторий, которые занимались проблемами расчёта и конструирования строительных конструкций и технических систем специальных фортификационных сооружений,  способных выдерживать воздействие современных средств поражения, в том числе ядерных, а также стартового комплекса «Энергия-Буран». За успехи, достигнутые отделом, был награждён орденом «За службу Родине в Вооружённых Силах СССР 3 степени».
В 1982 году назначен начальником кафедры «Железобетонных конструкций» ВИТУ, где за четыре года работы подготовил десять кандидатов наук и основал новую научную школу — «Теоретическое обоснование разрушения и защиты строительных конструкций при воздействии высокоинтенсивных тепловых нагрузок».
В 1983 году был признан лучшим изобретателем Ленинградского военного округа.
В 1984 году решением Высшей Аттестационной Комиссии при Совете Министров СССР присвоено учёное звание профессор.
В 1986 году назначен начальником управления 26 ЦНИИ Министерства обороны СССР.
В 1987 году возглавил 26 ЦНИИ, которым руководил 12 лет.
В 1988 году руководил обследованием и оценкой состояния воинских зданий и сооружений после Спитакского землетрясения в Армении.
С 1988 года по 2005 год член экспертного совета по военной науке и технике при Высшей аттестационной комиссии (ВАК) России.
В 1989 году создал Учёный совет 26 ЦНИИ, которым руководил до 2000 года.
В 1989 году присвоено звание генерал-майор. В том же году награждён орденом «Трудового Красного Знамени», а также удостоен звания «Почётный строитель Байконура».
В 1991 году стал лауреатом премии Совета Министров СССР, а также членом-корреспондентом Международной инженерной академии.
В 1994 году руководил обследованием и оценкой состояния зданий и сооружений военных городков после Шикотанского землетрясения на Курильских островах.
В 1995 году избран действительным членом Российской инженерной академии.
В 1996 году ему было присвоено почётное звание «Заслуженный деятель науки РФ».
В 1997 году избран почётным профессором Военного инженерно-технического университета, г. Санкт-Петербург.
В 1999 году награждён нагрудным знаком «Почётный строитель России», а также удостоился звания «Почётный академик» Международной академии наук экологии и безопасности жизнедеятельности. В том же году, после 40 лет службы в Вооружённых Силах СССР и РФ, вышел в отставку.
За период руководства 26 ЦНИИ продолжал развивать свою научную школу, созданную в ВИТУ, в рамках которой было защищено более десятка докторских и кандидатских диссертаций, а также основал научную школу «Военно-теоретическое обоснование направлений и мероприятий по развитию и совершенствованию инфраструктуры государства, обеспечивающей решение задач в области обороны». Является непосредственным учителем и воспитателем трёх докторов наук и двадцати кандидатов технических наук. Один из учеников — Заместитель Министра обороны по строительству и расквартированию войск Соломатин Анатолий Васильевич, генерал-полковник.
Руководил и принимал участие в наиболее важных научно-исследовательских работах, которые с 1988 по 1999 годы выполнялись в системе капитального строительства Министерства обороны РФ, в том числе при создании и реконструкции подземных командных пунктов для высших звеньев управления РФ и Вооружёнными силами, при создании высокозащищённых шахтных пусковых установок для баллистических ракет, аэродромов и отдельных объектов наземного комплекса системы «Энергия — Буран».
На протяжении многих лет являлся членом научно-технических советов Главного управления специальных программ Президента РФ, МЧС России и строительно-квартирных органов Министерства обороны, был членом учёных советов Военного инженерно-технического университета, Военно-космической академии имени А. Ф. Можайского и Военной инженерной академии им. В. В. Куйбышева.
В 2002 году избран академиком Академии военных наук. В том же году был реабилитирован как жертва политических репрессий в СССР, которым считался по рождению в Ныроблаге.
По завершении военной службы многие годы возглавлял научно-исследовательский центр ЗАО «НПО Прогресстех». На данный момент работает главным редактором журнала «Аэропорты. Прогрессивные технологии».

## Личный вклад в развитие науки
Основная тема исследований — изучение поведения железобетонных конструкций в условиях воздействия высокоинтенсивных тепловых и динамических нагрузок при ядерных взрывах, аварийных взрывах на взрывоопасных производствах, пожарах, производственных факторах, проникающей радиации.
В ходе выполненных исследований на основе новых физических и механических представлений впервые решил применительно к бетону задачу Стефана в нелинейной постановке с учётом плавления, испарения и смыва материала при высокоинтенсивных высокотемпературных воздействиях.
Разработал теорию разрушения бетона и выполнил расчёты термопластического состояния железобетонных конструкций.
Получил общее интегро-дифференциальное уравнение теплопроводности для твёрдых тел при воздействии на них внешних и внутренних источников тепла, из которого вытекают известные параболические и гиперболические уравнения теплопроводности.
Разработал методику расчёта на температурные климатические воздействия конструкций зданий и сооружений, возводимых на различных основаниях. Эта методика была использована при проектировании главных корпусов Игналинской, Южно-Уральской и Белоярской АЭС.
Проводил экспериментальные исследования по изучению поведения бетона и его физических характеристик в условиях высокотемпературного нагрева. Основные теоретические результаты работ опубликовал в своих книгах, в Инженерно-физическом журнале Академии наук Беларуси, а практические задачи в Известиях ВУЗ «Строительство и архитектура», в журнале «Аэропорты. Прогрессивные технологии», в брошюрах и закрытых изданиях.
Основное направление изобретательской деятельности — защита специальных объектов (строительных конструкций и технических систем) от воздействия на них высокоинтенсивных тепловых и динамических нагрузок от современных средств поражения.

## Монографии и справочники
1. «Бетон в условиях высокотемпературного нагрева». Москва: Стройиздат, 1979 г.
2. «Жёсткая защита в проблеме безопасности сложных технических систем». Москва: ГНТП «Безопасность», 1995 год.
3. «Безопасность России. Функционирование и развитие сложных народнохозяйственных, технических, энергетических, транспортных систем, систем связи и коммуникаций» (в 2-х томах). Москва: изд-во «Информ-Знание», 1998 год.
4. «В интересах обороны и мирного созидания». Москва: Издательский центр «Академия», 1999 год.
5. «Аэродромные покрытия: современный взгляд». Москва: Физматлит, 2002 г.
6. «Безопасность сложных технических систем. Федеральные руководящие документы». Издательство Института машиноведения РАН. Москва, 1996 год.
7. «Справочник военного инженера-строителя». Издательство Экономическое образование". Москва, 1997 год.
8. «Справочник инженера по эксплуатации воинских зданий и сооружений» (в 2-х томах). Москва: Издательство МО РФ, 2001 год.